# 羅勲児
羅 勲児（ナ・フナ、나훈아、本名：崔 弘基（チェ・ホンギ、최홍기）1947年2月11日 - ）は韓国・釜山草梁洞生まれのトロット歌手。シンガーソングライターでもあり、自作曲は800曲といわれている。1966年のデビュー以来、ミリオンセラーが50曲以上ある。「トロットの帝王」「トロットの皇帝」の異名をとる。

## 経歴
1966年デビュー。1972年に「はるか遠い故郷（머나먼 고향）」、「ゴヒャンヨク（고향역）」がヒット、その年のTBC放送歌謡大賞を受賞する。また、その当時最高の人気を得ていた南珍とのライバル関係を構築し歌謡界を盛り上げた。
1981年リリースの「大同江便り（대동강 편지）」でMBC10大歌手特別賞を受賞。
1984年10月、大阪フェスティバルホールで公演。12月、テイチクよりライブアルバム「LIVE IN JAPAN」発売。
1985年2月、日本でシングル「みなと恋唄」発売。日本ファーストアルバム「みなと恋唄」発売。10月、日本セカンドアルバム「北国恋歌」発売。
1986年に我羅企画（アラキカク）という個人事務所を立ち上げた。
1988年、ポリドールに移籍。
2006年、デビュー40周年記念公演を韓国内19会場（延公演日数30日余り、公演回数50回以上）で開催した。
同年の最終公演を12月30日ソウルグランドヒルトンホテルで終えた後、一切の芸能活動休止期に入った。
しかし、「羅勲児が隠れた」「引退した」「失踪した」と、どんどん根拠無い噂話がマスコミ、特にインターネットを通して広がった。流言は羅勲児一人に終わらず韓国若手女優達にも危害が及んだ結果、その解明の為に2008年1月25日ソウルグランドヒルトンホテルで公式記者会見を持った。
2017年7月、11年ぶりに活動再開。

## 受賞歴
- TBC放送歌謡大賞（1972年）
- MBC10大歌手特別賞（1981年）
- 百想芸術大賞映画主題歌賞（1982年）
- 大韓民国演芸芸術賞（1996年）
- MBC10大歌手（1998年）
- 大韓民国環境文化大賞歌手部門（2007年）